# Artsiom Karaliok
Artsiom Karaliok (Grodno, 20 de febrero de 1996) es un jugador de balonmano bielorruso que juega como pívot en el Vive Kielce polaco. Es internacional con la Selección de balonmano de Bielorrusia.
Su primer gran campeonato con la selección fue el Campeonato Europeo de Balonmano Masculino de 2016.
A pesar de perder la final de la Copa de Europa de 2022 ante el Barcelona, Artsem consiguió ser elegido MVP de la Final Four.

## Palmarés

### Kielce
- Liga de Polonia de balonmano (5): 2019, 2020, 2021, 2022, 2023
- Copa de Polonia de balonmano (2): 2019, 2021

## Clubes
- Kronon Grodno ( -2014)
- SKA Minsk (2014-2016)
- Saint-Raphaël VHB (2016-2018)[5]
- Vive Kielce (2018- )